# Fiat A.10
Le Fiat A.10 était un moteur d'avion à 6 cylindres en ligne, refroidi par eau, conçu et fabriqué par le constructeur italien Fiat, devenu ensuite Fiat Aviazione, en 1914.
Ce fut le premier moteur d'avion conçu et fabriqué par le constructeur italien de son histoire.

## Caractéristiques techniques
Le Fiat A.10 se présentait dans une configuration avec les cylindres disposés en blocs de trois avec des chemises en acier soudées et reliées entre elles par les reliés entre eux par les tubulures du circuit de refroidissement boulonnées sur la base en aluminium et constituées de deux parties abritant le vilebrequin. La distribution était assurée par un seul arbre à cames placé en tête et qui commandait les deux soupapes d'aspiration et d'échappement.
La transmission à l'hélice était en prise directe.
Le moteur développait une puissance de 100 cv (73,5 kW) nominaux. 

## Avions utilisant le moteur Fiat A.10
Italie
- Caproni Ca.2
- Caproni Ca.32
- Caproni Ca.33
- Farman MF.11
- SAML/Aviatik B.I